# Ministerium für Umwelt und Tourismus (Namibia)
Das Ministerium für Umwelt, Forstwirtschaft und Tourismus (MEFT; englisch Ministry of Environment, Forestry and Tourism) ist das Umwelt- und Tourismusministerium von Namibia. Es schließt seit 2020 auch die Forstwirtschaft aus dem Ministerium für Landwirtschaft, Wasser und Forstwirtschaft mit ein.
Das Ministerium wurde im Jahre 1990 gegründet und dient dem Schutz und der Wahrung der natürlichen Ressourcen des Landes. Die Umweltpolitik Namibias konzentriert sich auf den Erhalt der Biodiversität und Artenvielfalt sowie insgesamt ein ökologisches Gleichgewicht zwischen Mensch, Tier und Pflanzen. Das Ministerium (oft in Zusammenarbeit mit nationalen und internationalen Umweltschutzorganisationen) hat zahlreiche Gesetze in Namibia verabschiedet, Namibia war zudem das erste Land, das den Naturschutz in der Verfassung verankert hat.
Das Ministerium für Umwelt und Tourismus hat seinen Sitz in der Robert Mugabe Avenue/Ecke Dr. Kenneth Kaunda St in Windhoek-Central sowie weitere Abteilungen und Niederlassungen in ganz Namibia. Derzeitiger Umweltminister von Namibia ist Indileni Daniel (Stand 2025).

## Direktorate
Das Ministerium für Umwelt und Tourismus besteht aus fünf Direktoraten. Jedem steht ein Direktor sowie ein stellvertretender Direktor vor.

### Direktorat Allgemeine Verwaltung und Unterstützungsdienste
Das Directorate of Administration & Support Services beaufsichtigt und koordiniert die Tätigkeiten des Ministeriums. Dies beinhaltet folgende Bereiche:
- Beratung der Verwaltung des Ministeriums in der Entwicklung, Anwendung, Auslegung, Ausführung und Formulierung relevanter politischer Mittel entsprechend den legislativen Voraussetzungen und nationalen Zielsetzungen.
- Bereitstellung von Verwaltungshilfe wie beispielsweise Kostenplanung, Buchhaltung, Personalwirtschaft und Personalausbildung.

### Direktorat Umweltangelegenheiten
Das Directorate of Environmental Affairs ist eine kleine Abteilung mit vorwiegend umweltwissenschaftlichen Ministeriumangestellten. Um den komplexen Zusammenhängen des Umweltmanagements nachzukommen, vereint die Direktion verschiedene Umweltwissenschafter, Umweltplanner, Sozialwissenschaftler und Rechtsanwälte. Die Direktion Umweltangelegenheiten kooperiert in den Bereichen Landschaftsschutz, Tierschutz und Naturschutz vielfach mit Entwicklungspartnern und Umweltschutzorganisationen, welche viele der praktischen oder Forschungsarbeiten übernehmen, wobei die Direktion die Koordination dieser Arbeiten behält. Hierzu gehören beispielsweise Umweltbeobachtungen wie in Zusammenarbeit mit der Forschungsstation Gobabeb oder der Internationalen Amateur-Sternwarte am Gamsberg und Bildungsprogramme wie EduVentures.

### Direktorat Parkverwaltung und Wildbewirtschaftung

Staatliche Schutzgebiete in Namibia

Zu den wesentlichen Aufgabenfeldern des Directorate of Parks & Wildlife Management gehören:
- die Naturschutzverwaltung:
  - Pflege und Erhalt der Infrastruktur der staatlichen Parks und Erholungsgebiete in Namibia,
  - Durchsetzung der Naturschutzgesetze und -vorschriften
  - Ansprechpartner für Touristen und Besucher der staatlichen Parks,
- der Erhalt der Artenvielfalt
  - Registrierung von Naturparks gemäß den gesetzlichen Anforderungen sowie Unterstützung bei der Projektierung seines Naturschutzplans
  - Ausstellung von Konzessionen zur Nutzung von Naturparks
- sowie die Nachhaltige Entwicklung des Tierschutzes
  - Prüfung und Erstellung von Jagdquoten
  - Prüfung der Wildbewirtschaftung
  - Ausstellung von Jagdscheinen und Jagdlizenzen nach abgelegter Eignungsprüfung (hier auch in Zusammenarbeit mit beispielsweise dem Namibia Berufsjagdverband)
  - Erfassung von Fachorganisationen und -verbänden in Namibia

### Direktorat Wissenschaftliche Dienste
Das Directorate of Scientific Services des Ministeriums für Umwelt und Tourismus wurde im Jahr 2000 eingerichtet und leitet die umweltwissenschaftlichen Belange des Ministeriums. Die Direktion bietet technische Informationen und Untersuchungen in den Bereichen Umweltschutz und Umweltmanagement. Diese Dienste sind besonders hilfreich für die Projektarbeiten des Ministeriums.

### Direktorat Tourismus
Die Aufgabe des Directorate of Tourism ist die Förderung des Tourismus in Namibia als ein bedeutender Zweig der Wirtschaft Namibias. Namibia ist reich an natürlichen Ressourcen, was mit einer besonderen touristischen Attraktivität einhergeht. Die Tourismuspolitik des Landes verfolgt die Schaffung und Pflege eines Sanften Tourismus: zum Wohle einer nachhaltigen Entwicklung des Landes und der Wahrung der Lebensqualität seiner Bürger.
Die Direktion erstellt auch Richtlinien bezüglich Glücksspiels in Namibia und erfasst generelle Statistiken im Bereich Tourismus und Ökotourismus.

## Publikationen
Das Ministerium unterhält eine umfangreiche Datenbank an Karten, Statistiken, Gesetzestexten, wissenschaftlichen Veröffentlichungen sowie zu abgeschlossenen und laufenden Umweltprojekten.